# Rhinactinidia novopokrovskyi
Rhinactinidia novopokrovskyi là một loài thực vật có hoa trong họ Cúc. Loài này được (Krasch. & Iljin) Novopokr. ex Botsch. miêu tả khoa học đầu tiên năm 1986.